# Orthophénylphénate de sodium
« E232 » redirige ici. Pour les autres significations, voir E232 (homonymie).
L'orthophénylphénate (ou orthophénylphénolate) de sodium (sel sodique du 2-phénylphénol) est un conservateur utilisé pour traiter la surface des agrumes afin de prolonger leur durée de conservation. Lorsqu'il est utilisé comme additif, il porte le numéro E232.
L'orthophénylphénol et son sel de sodium sont utilisés comme antimoisissures uniquement sur la peau des fruits frais, comme pesticides à une teneur maximale résiduelle de 12 mg par kg de produit fini (leur DJA est de 0,2 mg par kg de masse corporelle, ce qui signifie qu'une personne de 60 kg doit consommer 1 kg de produit fini pour atteindre cette dose journalière admissible). Listés au Codex alimentarius, ils ne sont cependant pas listés comme additifs alimentaires proprement dits dans l'Union Européenne, puisqu'ils sont plutôt considérés comme adjuvants technologiques.
L'orthophénylphénate de sodium est carcinogène et fait partie de la liste des pesticides les plus nocifs établie par le Pesticide Action Network.
S'il est absorbé par la peau des agrumes et ne peut en être facilement lavé, il reste en revanche quasiment absent de la pulpe des fruits (moins de 1 ppm dans la pulpe même dans le cas d'une contamination à 400 ppm du zeste) et de leur jus.